# Góry Hidaka
Góry Hidaka (jap. 日高山脈 Hidaka-sanmyaku) – łańcuch górski w południowo-wschodniej części Hokkaido, w Japonii. 

Panorama gór Hidaka

Góry te rozciągają się na długości 150 km od przełęczy Karikachi w środkowej części wyspy do przylądka Erimo, gdzie spotykają się z Pacyfikiem. Wysokość gór Hidaka wynosi od 1500 do 2000 m n.p.m. Najwyższym szczytem jest Poroshiri (na niektórych mapach także w zapisie Horoshiri) o wysokości 2052 m n.p.m. Łańcuch Hidaka porozcinany jest ponad 20 kotlinami.
Góry te leżą na granicy dwóch podprefektur: Hidaka i Tokachi, a większość ich obszaru obejmuje Quasi-Park Narodowy Hidaka-sanmyaku Erimo. 
Z uwagi na chłodny klimat Hokkaido roślinność alpejska występuje w niższych partiach gór niż na innych obszarach o tej samej szerokości geograficznej. Szczególna obfitość flory, w tym także gatunków endemicznych, występuje w okolicy szczytu Apoi (810 m n.p.m.) położonego w południowej części pasma Hidaka, w pobliżu miasta Samani. Góry Hidaka są ważnym schronieniem dla występujących tam niedźwiedzi brunatnych oraz jeleni wschodnich.